# She & Him
She & Him je americké hudební duo. Tvoří jej zpěvačka a herečka Zooey Deschanelová a kytarista M. Ward. Dvojice se poprvé setkala při natáčení filmu The Go-Getter v roce 2006 (snímek měl premiéru v lednu 2007). Sem duo přispělo coververzí písně „When I Get to the Border“ od Lindy a Richarda Thompsonových (byla použita v závěrečných titulcích). Své první album nazvané Volume One vydalo v roce 2008 (vydavatelství Merge Records a Double Six Records). Následovala alba Volume Two (2010), A Very She & Him Christmas (2011) a Volume 3 (2013). Dvojice následně přešla k vydavatelství Columbia Records a roku 2014 vydala své páté album Classics, které o dva roky později následovalo vánoční album Christmas Party.